# Efectos del imidacloprid en las abejas
El imidacloprid es un insecticida neonicotinoide sistémico que de acuerdo a varios estudios su uso en la agricultura está relacionado al síndrome de colapso de las colonias de abejas (CCD, siglas en inglés para Colony Collapse Disorder).

## Farmacocinética
Imidacloprid, como otros neonicotinoides, es un insecticida sistémico por lo que al ser utilizado en las plantas, estas los absorben e incorporan en todas sus partes: tallos, hojas, néctar, savia y pólen. Las abejas, a través del pecoreo, recolectan el néctar para luego transferirlo al panal. De acuerdo a varios estudios, la exposición al imidacloprid resulta en una gran mortalidad de abejas de la colmena.

## Estudios científicos
Un estudio experimental de 2012 de la USDA-ARS Bee Research Laboratory y la Universidad de Maryland en EE. UU. concluyó que la exposición de las abejas a una cantidad subletal de imidacloprid resultó en una mayor frecuencia de los parásitos unicelulares, Nosema apis y Nosema ceranae, que las afectan.
Un estudio de 2013 en la Universidade Estadual Paulista en Río Claro en Brasil concluyó que cantidades subletales de imidacloprid tienen efectos citotóxicos en el cerebro de las abejas.
Un estudio de 2018 financiado por la Universidad de California en San Diego en EE. UU. concluyó que la exposición a una cantidad subletal de imidacloprid reduce en 87% el aprendizaje de corto plazo y la retención de memoria en 85% de las abejas en comparación al grupo de control. Otro estudio de ese año en Chile financiado por Fondo Nacional de Desarrollo Científico y Tecnológico determinó la presencia de imidacloprid en la miel y del parásito Nosema ceranae en las colmenas de abejas estudiadas.

## Impactos
La abeja europea (Apis mellifera) contribuye con importantes servicios de polinización para los cultivos principales en el mundo. En los últimos años, solo en Estados Unidos, se estima un decrecimiento anual de 30 % de las colonias de abejas. En 2022, se estima que en Uruguay se pierden anualmente entre 20% y 30% de las colmenas, debido entre otros factores a la utilización de pesticidas como el imidacloprid. Los factores que contribuyen a la disminución de las colonias son variadas e incluyen parásitos, plagas, enfermedades, los monocultivos agrícolas, uso de pesticidas, la alimentación y las prácticas modernas de apicultura. En particular, los pesticidas neonicotinoides como el imidacloprid han sido un foco de atención debido a su actividad sistémica y uso generalizado del mismo, lo que resulta en la presencia constante de residuos en el néctar y el polen consumido por las abejas. El colapso de las colonias de abejas tiene efectos ecológicos y económicos en el mundo: de los 100 cultivos importantes para la alimentación humana, 71 dependen de la polinización de las abejas.

## Listas relacionadas

### Países en donde está prohibido su uso
En Europa:
- Alemania
- Austria
- Bélgica
- Bulgaria
- Chipre
- Croacia
- Dinamarca
- Eslovaquia
- Eslovenia
- España
- Estonia
- Finlandia
- Francia
- Grecia
- Hungría
- Irlanda
- Italia
- Letonia
- Lituania
- Luxemburgo
- Malta
- Países Bajos
- Polonia
- Portugal
- Reino Unido
- República Checa
- Rumanía
- Suecia

En Latinoamérica:
- Argentina: La Sociedad Argentina de Apicultores (SADA) presentó un documento en abril de 2018 al Servicio Nacional de Sanidad y Calidad Agroalimentaria (SENASA) solicitando la prohibición de neonicotinoides (clotianidina, imidacloprid y tiametoxan).[15][16]
- Colombia: Desde 2017 se encuentra en discusión un proyecto de ley que busca declarar de interés nacional a las abejas y desarrollar una política nacional para su conservación.[17][18][19]

### Otras especies afectadas por imidacloprid
- Abejorros: manganga negro (Bombus atratus),[20] abejorro común (Bombus terrestris)[21]
- Aves: francolín de El Cabo (Pternistis capensis),[22] perdiz pardilla (Perdix perdix), paloma torcaz (Columba palumbus), paloma bravía (Columba livia), paloma zurita (Columba oenas),[23] gorrión corona blanca (Zonotrichia leucophrys)[24][25]
- Mariposas: mariposa monarca (Danaus plexippus), vanesa de los cardos (Vanessa cardui)[26]
- Mariquitas: mariquita rosa (Coleomegilla maculata), mariquita asiática multicolor (Harmonia axyridis), catarina convergente (Hippodamia convergens)[26]

### Cultivos en donde se utiliza imidacloprid
- Papa (Solanum tuberosum)[27]
- Maíz (Zea mays)[28]
- Palta (Persea americana)[29]
- Berejena (Solanum melongena)[30]
- Uvas (Vitis vinifera)[31][32]
- Avena (Avena sativa), algodón (Gossypium spp.), trigo (Triticum spp.), sorgo (Sorghum spp.), girasol (Helianthus annuus)[33]
- Durazno (Prunus persica)[34]

### Productos que contienen imidacloprid
- En Latinoamérica: Confidor (elaborado por la corporación transnacional agroquímica Bayer),[27][35] Matrero[33]